# Choisya katherinae
Choisya katherinae är en vinruteväxtart som beskrevs av C. H. Müll.. Choisya katherinae ingår i släktet Choisya och familjen vinruteväxter. Inga underarter finns listade i Catalogue of Life.